# José Manuel Romay
Pour les articles homonymes, voir Romay et Beccaria.
José Manuel Romay Beccaría, né le 18 janvier 1934 à Betanzos, est un homme politique espagnol du Parti populaire (PP).

## Biographie
En 1954, il décroche une licence en droit à l'Université de Saint-Jacques-de-Compostelle, obtenant même le prix extraordinaire de fin d'études. Il reste encore un an dans son université pour y étudier le droit administratif, puis déménage à Madrid pour se préparer aux concours d'avocat au Conseil d'État, où il est reçu en 1959.
Il exerce sa profession de 1966 à 1973, puis est nommé à la direction de l'Institut d'études de l'administration locale jusqu'en 1974.
En 2003, il est nommé président du Conseil d'État mais se voit remplacé dès l'année suivante, à la suite de la victoire des socialistes aux législatives du 14 mars 2004 (le président du Conseil d'État étant nommé par le gouvernement).

## Engagement politique
Son premier poste à caractère politique fut celui de secrétaire général à la Santé, entre 1963 et 1966. En 1974, il devient sous-secrétaire de la Présidence puis, en 1975, sous-secrétaire de l'Intérieur. Cinq ans plus tard, il est nommé vice-président du gouvernement régional de Galice par Gerardo Fernández Albor mais se voit élu représentant de la province de La Corogne au Congrès des députés lors des législatives du mois d'octobre. Réélu à l'occasion du scrutin de 1986, il devient, un an plus tard, président de la Députation provinciale de La Corogne.
Il quitte le Congrès des députés après les législatives anticipées de 1989, et la Députation provinciale en 1990, lorsqu'il est nommé conseiller à l'Agriculture, à l'Elevage et à la Politique forestière la nouvelle Xunta présidée par Manuel Fraga. À partir de l'année suivante et jusqu'en 1996, il occupera le département de la Santé et des Services sociaux du gouvernement régional de la Galice.
Candidat aux législatives de 1996, il est réélu au Congrès des députés alors que le Parti populaire remporte le scrutin. Il est alors nommé ministre de la Santé et de la Consommation dans le premier gouvernement de José María Aznar. Il reste en poste jusqu'aux élections générales de mars 2000, remportées à la majorité absolue par le PP. Romay Beccaría est alors élu président de la commission de l'Intérieur et de la Justice du Congrès des députés.
Il démissionne le 3 janvier 2003, à la suite de sa nomination comme président du Conseil d'État.

## Décorations

### Nationales
- Grand-croix de l'ordre de Charles III (12 mai 2000).
- Grand-croix de l'ordre d'Isabelle la Catholique (4 janvier 1977).
- Grand-croix de l'ordre du Mérite civil d'Espagne (1 avril 1966).
- Grand-croix de l'Ordre de San Raimundo de Peñafort (6 septembre 2004).
- Médaille d'or de Galice (2017).